# Codorníu

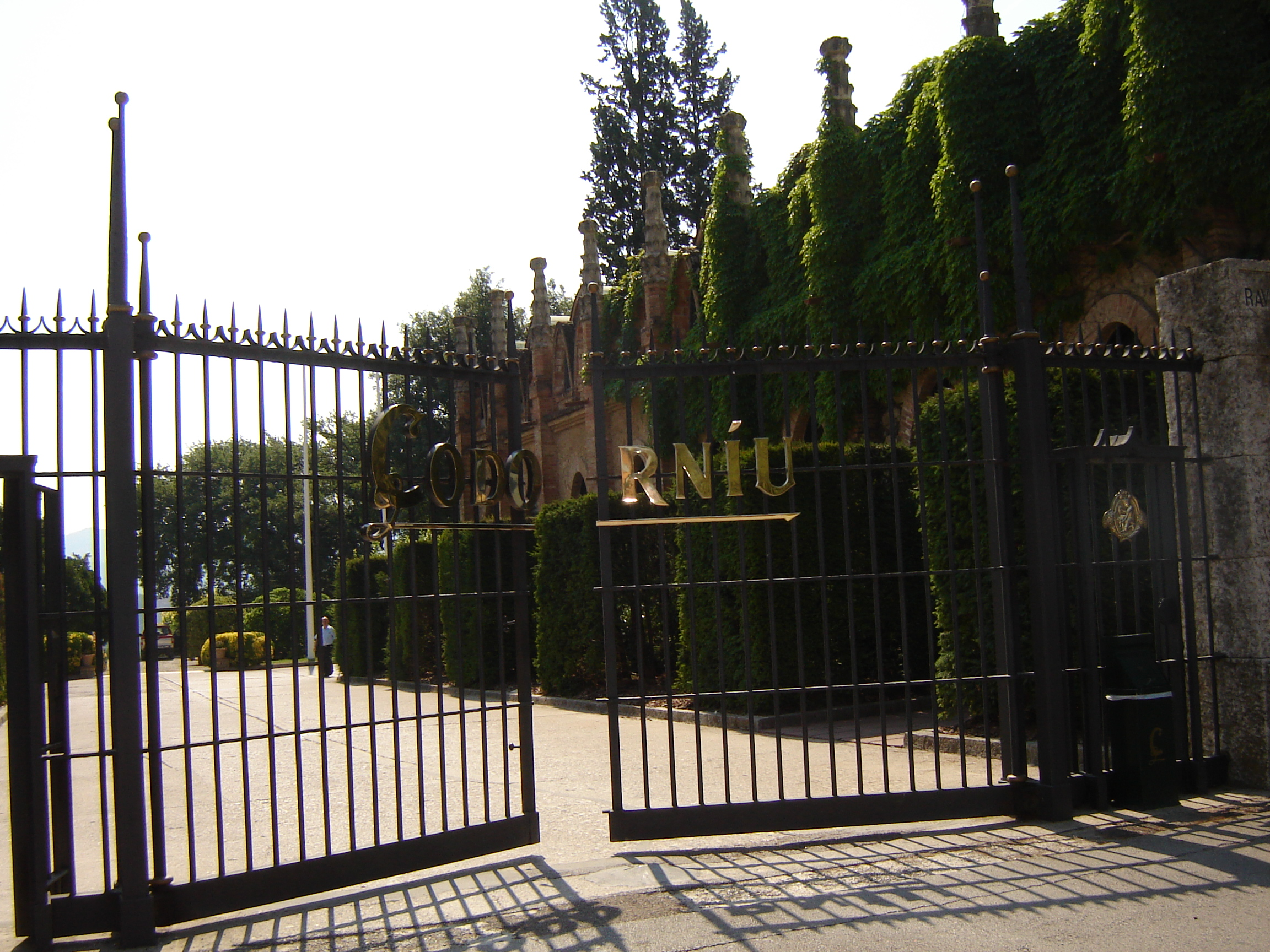

Codorníu är världens största producent av mousserande vin som görs enligt den traditionella champagnemetoden (méthode traditionelle), grundades i Spanien 1551. Codorníu producerar 60 miljoner flaskor per år. Deras spanska mousserande vin från regionen Katalonien kallas för Cava.